# 화성종합경기타운 보조경기장
화성종합경기타운 보조경기장(華城綜合競技타운補助競技場, Hwaseong Sports Town Auxiliary Stadium)은 대한민국 경기도 화성시에 있는 스포츠 시설이다. 천연잔디 필드와 몬도트랙이 갖춰진 다목적 경기장이며, 2011년 6월에 준공되었다.

## 참고 문헌
- “화성종합경기타운”. 화성도시공사.
- 《전국 공공체육 시설 현황 (2017년말 기준)》. 대한민국 문화체육관광부. 2019.
- 《2019년 전국 공공체육시설 현황 (2018년말 기준)》. 대한민국 문화체육관광부. 2020.
- 《2023 전국 공공체육시설 현황 (2022년 12월말 기준)》. 대한민국 문화체육관광부. 2024.

## 같이 보기
- 화성종합경기타운